# La pelle dell'orso
La pelle dell'orso è un film italiano del 2016 diretto da Marco Segato e interpretato da Marco Paolini.
Il film, tratto dal romanzo omonimo di Matteo Righetto, è stato presentato al concorso Annecy Cinéma Italien 2016.

## Trama
Negli anni '50 in un piccolo borgo delle Dolomiti (Forno di Zoldo)  vive Pietro Sieff, ex galeotto, vedovo da quando la moglie è morta annegata in un lago. Pietro ha un figlio quattordicenne, con il quale non ha un buon rapporto, ed è considerato un perdente dagli abitanti del paese.
Un giorno decide di riscattarsi accettando una scommessa potenzialmente pericolosa con il suo datore di lavoro Crepaz, padrone della cava di pietra. Sieff dovrà andare a caccia di un orso che sta aggredendo gli animali delle fattorie circostanti: se riuscirà a ucciderlo riceverà da Crepaz 600.000 lire, altrimenti dovrà lavorare come spaccapietre gratis per un anno. Il figlio Domenico lo raggiunge e insieme si mettono sulle tracce dell'orso. Questa avventura permetterà ai due di riavvicinarsi in tutti i sensi.

## Riconoscimenti
- 2017 - David di Donatello
  - Candidatura a Miglior regista esordiente a Marco Segato
- 2017 - Globo d'oro
  - Candidatura a Miglior opera prima a Marco Segato
  - Premio Migliore fotografia a Daria D'Antonio
- 2017 - Annecy cinéma italien
  - Grand Prix Fiction
  - Prix CICAE
  - Prix Annecy Cinema
- 2017 - Premio Flaiano
  - Premio opera prima

## Accoglienza
A fronte di un budget stimato di 1.700.000 euro, ne ha incassati meno di 500,000.